# フィギュア17 つばさ&ヒカル
『フィギュア17 つばさ&ヒカル』（フィギュアセブンティーン）は、2001年5月27日から2002年5月26日まで13回にわたってアニメシアターX (AT-X) で放送された連続アニメ番組、およびそれを元にした漫画・小説作品である。

## 概要
本作品は、主人公が変身して宇宙から来た怪物と戦っていくという非日常と、その影響を受けながらも保たれる日常の両面における、主人公の戦いと成長を描いたオリジナルSFアニメである。監督によれば本作品は「北の国から+遊星からの物体X」を目指したもの、とのこと。
本作品における最も特徴的な点は、週1回の30分枠（正味約24分間）で放送されることが一般的なテレビアニメ番組において毎月1回（最終日曜日夜）の1時間枠（正味約46分間）で放送されたということである。毎回1時間枠で放送された連続テレビアニメ番組は1977年12月から1979年3月までフジテレビで放送された『野球狂の詩』以来2作品目であり、本作品以降も2006年の『Project BLUE 地球SOS』、2008年の『Mnemosyne-ムネモシュネの娘たち-』（いずれもAT-X放送）、2010年の『刀語』（フジテレビほか放送）、2019年の『PSYCHO-PASS サイコパス 3』（フジテレビほか放送）の4作しか例がない。画面も、デジタル放送への本格移行が始まる以前のテレビアニメとしては珍しい、16:9のいわゆるビスタ・サイズで制作されていた。また、本作品は主題歌を始めとする音楽関連分野にTHE ALFEEが参加している。
これとは別に2002年1月11日から同年6月26日までテレビ東京の深夜枠にて放送が行われた。これは30分枠に合わせてオリジナルの1回分を前後編に分割編集し、枠の都合による編集や同局の自主規制による若干のシーンの修正をしたものだった。画面も本来のビスタ・サイズの左右がカットされ、4:3のスタンダード・サイズになっていた。
なお、本作品はアニメ版の他、中平凱によるコミック版と米村正二による小説版がそれぞれメディアワークスから出版されている。
2011年4月22日に「EMOTION the Best フィギュア17 つばさ&ヒカル DVD-BOX」がバンダイビジュアルから発売された。 Tubiで宣伝中。

### 企画
ジェンコからOLMに持ち込まれた企画段階の内容では、地球が滅亡の危機に瀕しており疫病も蔓延しているというような世紀末的なイメージのものだったが、高橋がその内容に難色を示し、主要な要素を残して大幅にリセットされた。「双子の少女がロボットに乗って戦う」という要素は当初からの企画の根幹として残ったが、他の部分に関しては初期の原形を留めていない。リセット後も内容には紆余曲折があり、当初はよりコメディ的な内容が目指されていたり、つばさとヒカルのポジションが逆でつばさの方がロボットという設定だったり、黒田がより積極的にストーリーに関与していたが、様々な意図や要請により、最終的には放送されたようなものとなった。
企画初期には、本作に今川泰宏やきむらひでふみが参加していたが、実制作の時点では離脱、制作クレジットには、「協力」として今川やきむらの名が残っている。「一人の人間が性格の違う複数の人間に分裂する」というアイデアは翌年の今川の監督作品『七人のナナ』、「主人公とその写し身的存在の2人の少女が主軸」という点はきむらが2004年にシリーズ構成を担当した『うた∽かた』と共通する。

## あらすじ
北海道の牧場に住む少女・椎名つばさは、ある夜に宇宙船の墜落を目撃、その現場で宇宙人と生物兵器マギュアとの戦いに巻き込まれる。つばさを守った宇宙人の兵器は、戦いが終わった時、つばさと瓜二つの少女の姿になっていた。紆余曲折の末、自らをヒカルと名乗ったその少女と、墜落した宇宙船の主であるD・Dと同居することになったつばさは、北海道の大地に散らばったマギュアを倒すために、ヒカルと融合しフィギュア17に変身して闘うことになる。また、内気で内向的な少女であるつばさはヒカルとの生活やこれらの闘いの中で、精神面でも少しずつ成長していく。

## 登場人物

### 主要人物
椎名 つばさ（しいな つばさ）
声 - 矢島晶子
本作の主人公。北海道に住む小学4年生の少女。心優しいものの内向的な性格であり、何事にも悲観的になりがちで目立つことにも積極的ではない。母親はすでに他界しており、父親との2人暮らしだが、父親はパン職人の修行に没頭しており、家ではほとんど1人で過ごしていた。
東京から転校して来たばかりの上に、上記の性格のこともあり、学校でもクラスにもなじめないままで孤独に過ごしていた。また、伝えたいことを口に出せず、飛鳥からは注意を受けたり、萩原や美奈からは誤解されていた。成り行きから、ヒカルやD・Dと共に生活することになる。ヒカルと行動を共にするうちにクラスにも馴染んでいく。相沢に好意を抱いている。物語終盤、ある出来事をきっかけにヒカルと離れることを極端に嫌がるようになる。
椎名 ヒカル（しいな ヒカル）
声 - 折笠富美子
D・Dが携帯していたリベルスが何らかの理由でつばさと瓜二つに変身して生まれた少女。生まれる際につばさの全ての記憶を引き継いでいるが、性格は明朗快活で楽天的と正反対、そのため学級委員に推薦されるなどクラスでも信頼を置かれている。なお、ヒカルの名は自分でつけたものである。D・Dの記憶操作により、周りにはつばさの双子の妹だと認識されている。ネーミング及び性格設定について、歌手の宇多田ヒカルをモデルにしている。
フィギュア17
つばさとヒカルが融合して変身した戦闘形態の姿の名称。若い女性型ヒューマノイドの姿を持つ。"フィギュア"はリベルスとの融合後の戦闘形態を指す言葉に、"17"はヒカルの認識番号が17番だったことに由来してヒカルが名づけた。
D・D / 堂本 大輔（どうもと だいすけ）
声 - 小山力也
遠い星から来た宇宙人。母星では警察官をしている。不慮の事故により地球に不時着し、つばさと出会う。不時着の際に警察官の仕事で輸送していたマギュアの卵を飛散させたため、それらを退治するため地球に留まることになり、「堂本 大輔」という地球人としての名前でつばさ達と暮らすことになる。その際にコンタクトで瞳の色を変え、髪も黒に染め、目立たないようにした。
記憶操作により、周りには英夫（つばさの父親）の後輩でカメラマンと思われている。マギュアが地球環境に適し、強力になったためか目立った活躍は出来ていない。一度、リベルスを破壊されるが、オルディナの持ってきた新たなリベルスで再度"フィギュア"となって戦う。キャラクター造形では「コミカルな金城武」がイメージされている。
オルディナ
声 - 井上喜久子
D・Dの同僚で彼のマギュア退治を助けるために地球にやってきた。マギュアの探査・分析や対マギュア装備の開発などの面で高い能力を発揮するが、地上への被害などについては無頓着で力押しな戦い方をする。クールな性格だが、小鳥を可愛がるなど優しい一面を持ち合わせる。

### その他の人物
相沢 翔（あいざわ しょう）
声 - 鶴野恭子
つばさ・ヒカルの同級生。年齢の割に物静かで大人びた雰囲気を持っている。飛鳥同様、学級委員。つばさのことを転校してきた時から気にかけ、大空への憧れと自分の夢を語ることでつばさと親密になっていく。生まれつき心臓に持病を持っているため、激しい運動をすることが出来ず、体育の授業はいつも見学している。昨年夜遅くに病気のため死去した。10歳没。
萩原 健太（はぎわら けんた）
声 - 加藤優子
つばさ・ヒカルの同級生。ぶっきらぼうで無愛想な少年。つばさのことを多少意識している。特に物語終盤はよく気にかけている。
唐沢 飛鳥（からさわ あすか）
声 - 柚木涼香
つばさ・ヒカルの同級生。真面目な性格で学級委員をやっているため、よく萩原たちを注意している。つばさ・ヒカルと仲良くなり、よく行動を共にする。荻原に好意を抱いている。
伊藤 典子（いとう のりこ）
声 - 高野直子
つばさ・ヒカルの同級生。つばさ・ヒカルと仲良くなり、よく行動を共にする。飛鳥からは「のり」と呼ばれる。
小川 真二（おがわ しんじ）
声 - 本田貴子
つばさ・ヒカルの同級生。荻原の友人でつるんでいることが多い。
沢田 美奈（さわだ みな）
声 - 釘宮理恵
つばさ・ヒカルの同級生。高飛車で何かとつばさに絡んでくる。真二からは「言いつけ女」と言われている。
青山 時夫（あおやま ときお）
声 - 亀井芳子
つばさ・ヒカルとは別のクラスにいる。ヒカルに積極的に言い寄ってくるが、無視されている。萩原とは何かと衝突する。
日比野 明子（ひびの あきこ）
声 - 加藤優子
つばさ・ヒカルのクラスの担任。
椎名 英夫（しいな ひでお）
声 - 佐藤政道
つばさの父。D・Dの記憶操作でヒカルも娘と認識している。パン職人の修行につばさを連れて北海道にやってきた。娘を大切に思っているが、パン職人の修行に没頭するあまり、授業参観に遅れるなど約束を破ってしまうこともしばしば。
茨城 新一（いばらぎ しんいち）
声 - 大川透
京子の夫でサクラの父。英夫の先輩でパン作りの指導やつばさ達の住む家を提供などしている。
茨城 京子（いばらぎ きょうこ）
声 - 鶴野恭子
新一の妻でサクラの母。夫のパン作りのみならず一家の雑務を切り盛りしている。
茨城 サクラ（いばらぎ サクラ）
声 - 堀江由衣
新一と京子の娘。中学2年生。若干反抗期気味。
茨城 六郎（いばらぎ ろくろう）
声 - 丸山詠二
新一の父。牧場経営をしている。無口だが仕事には厳しい。
茨城 凛（いばらぎ りん）
声 - さとうあい
新一の母。孫娘のサクラやつばさ・ヒカルに優しい。
黒田 勇（くろだ いさむ）
声 - 大塚芳忠
地元の新聞社に勤める記者。マギュアによる怪現象に興味を抱き、独自に調査を行っている。

## スタッフ
- 企画 - 数納孝、今西和人、真木太郎
- 監督 - 高橋ナオヒト
- シリーズ構成・脚本 - 米村正二
- キャラクターデザイン・総作画監督 - 千羽由利子
- メカ・モンスターデザイン - 西中康弘
- プロップデザイン - 斉藤英子
- 美術監修 - 小林七郎
- 美術監督 - 嶋田昭夫
- 色彩設計 - 渡辺亜紀
- 撮影監督 - 野口肇、福島敏行
- テクニカルディレクター - 高橋賢太郎
- 編集 - 辺見俊夫
- 音響監督 - 渡辺淳
- 音楽監督 - 高見沢俊彦
- 音楽プロデューサー - 木崎徹
- 協力 - 今川泰宏、きむらひでふみ
- プロデュース - ジェンコ
- エグゼクティブ・プロデューサー - 川城和実、町野洋一、柳沢隆行、佐藤辰男
- プロデューサー - 大澤信博、神田修吉
- アニメーション制作 - OLM TEAM WASAKI
- 製作 - 「フィギュア17」製作委員会（バンダイビジュアル、AT-X、テレビ東京メディアネット、メディアワークス、ジェンコ）

## 主題歌
オープニングテーマ「BOY」 / エンディングテーマ「Fairy Dance」
作詞・作曲 - 高見沢俊彦 / 編曲・歌 - THE ALFEE
- シングルカットはされていない。2曲ともアルバム『GLINT BEAT』に収録。
- 8話の冒頭にてテレビからの音漏れで「高見沢学院高校」「坂崎商業」といった高校が紹介されたり、つばさたちの近所に住む中学生、サクラがヘッドホンで「BOY」を聴く描写があるなど、THE ALFEE関連の小ネタがある。

## 各話リスト
| 話数 | サブタイトル               | 絵コンテ              | 演出                            | 作画監督                                     |
| ---- | -------------------------- | --------------------- | ------------------------------- | -------------------------------------------- |
| 1    | 今の自分は好きですか       | 高橋ナオヒト          | 矢野博之、村田和也              | 沢田正人、斉藤英子 佐藤陵、原将治            |
| 2    | 一緒にいたい人はいますか   | 矢野博之 高橋ナオヒト | 深沢幸司                        | 沢田正人、斉藤英子 佐藤陵、原将治            |
| 3    | 勇気を出してみませんか     | 村田和也              | 村田和也、須藤典彦              | 沢田正人、斉藤英子 藤澤俊幸、佐藤陵 原将治   |
| 4    | 羽ばたく心を持っていますか | 矢野博之              | 深沢幸司、須藤典彦              | 沢田正人、斉藤英子 藤澤俊幸、佐藤陵          |
| 5    | 大切な人はいますか         | 辻初樹                | 井硲清高、深沢幸司              | 沢田正人、斉藤英子 藤澤俊幸、佐藤陵          |
| 6    | 守りたいものはありますか   | 村田和也              | 村田和也、深沢幸司              | 沢田正人、斉藤英子 藤澤俊幸、佐藤陵          |
| 7    | さよならは言えますか       | 矢野博之              | 玉川達文、村田和也              | 沢田正人、藤澤俊幸 佐藤陵                    |
| 8    | 想いは届いていますか       | 辻初樹                | 深沢幸司、玉川達文              | 沢田正人、藤澤俊幸 佐藤陵、佐藤和巳 斉藤英子 |
| 9    | その声が聞こえますか       | 辻初樹                | 村田和也、深沢幸司              | 沢田正人、藤澤俊幸 佐藤陵、佐藤和巳 斉藤英子 |
| 10   | 心は伝わりますか           | 玉川達文              | 瀬晴よし子、玉川達文            | 沢田正人、藤澤俊幸 佐藤陵、佐藤和巳 斉藤英子 |
| 11   | ずっと側にいてくれますか   | 村田和也              | 深沢幸司、村田和也              | 沢田正人、藤澤俊幸 佐藤陵、佐藤和巳 斉藤英子 |
| 12   | 思い出はのこりますか       | 辻初樹                | 玉川達文、村田和也              | 沢田正人、藤澤俊幸 佐藤陵、佐藤和巳 斉藤英子 |
| 13   | 優しさをおぼえていますか   | 玉川達文 高橋ナオヒト | 深沢幸司、村田和也 高橋ナオヒト | 沢田正人、藤澤俊幸 佐藤陵、佐藤和巳 斉藤英子 |

## テレビ東京での表現規制について
テレビ東京はポケモンショックによる騒動以降、外部からの批判を未然に防止するため、アニメにおける表現などについて極端に厳格な内部基準を設け、それに少しでも抵触するアニメの映像には修正を施していた。これがいわゆる「テレビ東京の自主規制」である。
『フィギュア17』においてこの自主規制に抵触するとされた部分はヒカルが生まれたシーンと入浴シーンである。これはどちらも裸の女性が出てくるという点だけで規制対象とされた。修正は不自然なカットやフレームアウト（画面の外に追い出してしまうこと）によって行われ、作品に若干の不自然さを残すことになった。
なお、本作品のDVDビデオでは、テレビ東京が規制対象とした上記シーンもそのまま残されており、また同DVDビデオはテレビ番組や映画における暴力表現や性的表現について厳しくレイティングを行っていることで知られるアメリカ合衆国においても販売されている。その際付与されたレイティングは"7UP"（視聴者は7歳以上であることを推奨するという意味）となっている。

## 漫画
月刊コミック電撃大王にて連載された。作画は中平凱。全17話。
1. 2001年12月15日初版発行 ISBN 4-8402-2006-9
2. 2002年11月15日初版発行 ISBN 4-8402-2221-5

## 小説
著者は米村正二。カバーイラストは千羽由利子。 口絵・本文イラストは中平凱。電撃文庫より刊行。
- 2002年6月25日初版発行 ISBN 4-8402-2114-6[7]